# Alfons Deloor
Alfons Deloor (* 3. Juni 1910 in Bois-d’Haine; † 23. März 1995 in Mechelen) war ein belgischer Radrennfahrer. 
Alfons Deloor war Profi von 1929 bis 1940. Im Jahre 1932 wurde er Zweiter der Flandern-Rundfahrt; 1934 belegte er Platz zwei bei der Volta Ciclista a Catalunya. 1932 siegte er im Omloop der Vlaamse Gewesten. 1936 stand er zusammen mit seinem jüngeren Bruder Gustaaf Deloor auf dem Podium in der Gesamtwertung der Vuelta a España auf dem zweiten Platz hinter seinem Bruder. Zudem konnte er die 14. Etappe dieser Rundfahrt für sich entscheiden. Bereits ein Jahr vorher hatte er die Belgien-Rundfahrt gewonnen und in der Gesamtwertung der Vuelta a España Platz sechs belegt. 1938 gewann er das bedeutende Eintagesrennen Lüttich–Bastogne–Lüttich. 1939 folgte ein Sieg im Grote Prijs Stad Sint-Niklaas.